# 米歇尔·魏特曼
米歇爾‧魏特曼（德语：Michael Wittmann，1914年4月22日—1944年8月8日），第二次世界大戰期間納粹德國活躍的虎式坦克指揮官。

## 生平
出生於巴伐利亞的上普法尔茨的阿爾特米爾河畔迪特富特，父親約翰‧魏特曼是一位農民。1934年10月30日入伍，成為德國國防軍第19步兵團的一員。1936年9月30日退伍並在之後的1937年4月5日加入武裝黨衛隊“阿道夫·希特勒護衛隊”（Leibstandarte SS Adolf Hitler，簡稱LSSAH）92團第一連。
1937年加入了LSSAH第17連（裝甲偵查連）。1938年夏季該部縮編，1939年9月，魏特曼作為LSSAH偵查部隊的軍官指揮SdKfz 232参加波蘭戰役。

## 战例

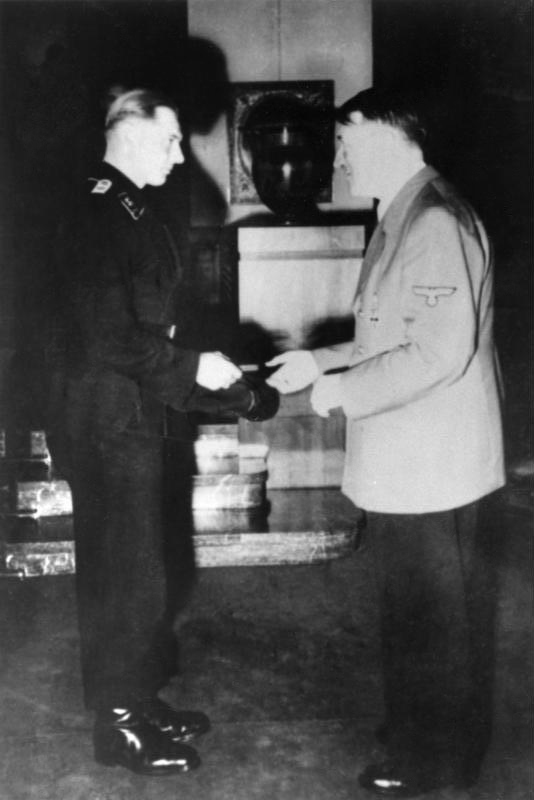
希特勒为米歇尔·魏特曼授予骑士铁十字勋章

1944年盟軍登陸法國諾曼第。米歇爾‧魏特曼臨危受命，指揮虎式坦克對盟軍發動突襲。他利用“攻击后立刻改变位置”的策略，一日之內總共击毁盟軍大小坦克、裝甲車、軍車51辆，其中坦克23辆。创下了单人一日击毁军用车辆数目最多的纪录，这项纪录至今未被打破。但现在已有证据证明魏并非始终都是单车进攻，且他本人的座车连同多辆虎式也均被击毁。
维莱博卡日战斗是於諾曼第戰役后，魏特曼所在部队奉命对卡昂附近盟军进行反击，其带领虎式坦克车组脱离主力部队，孤车进入维莱博卡日镇进行侦查。利用迂回战术，良好的射击技巧，击毁英军谢尔曼、萤火虫、克伦威尔坦克和补给车辆共50多辆，成为世界坦克史上的经典战例。

## 阵亡

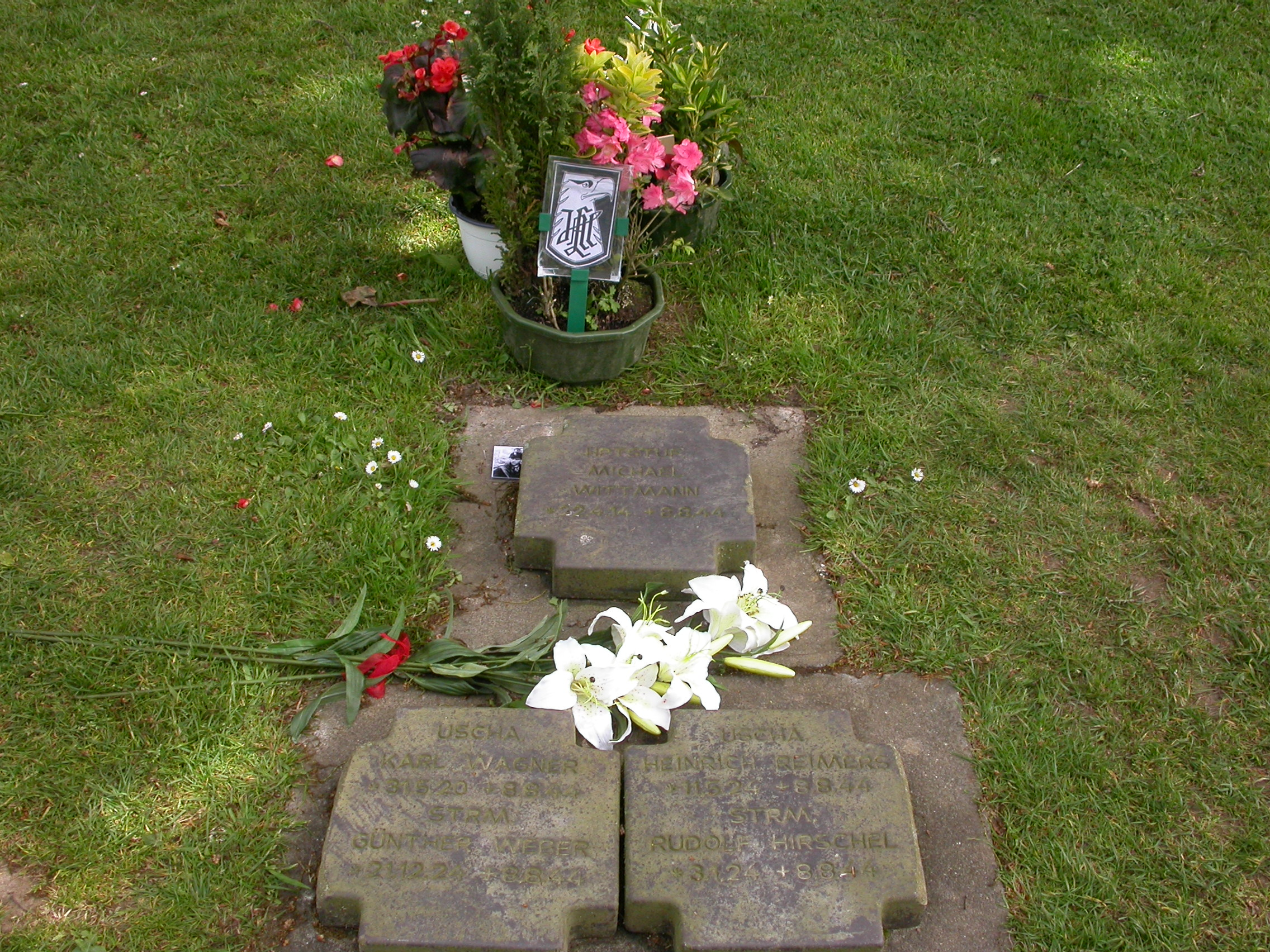
魏特曼與他007號虎一式組員位於法國諾曼第La Cambe Cemetery的墓地

魏特曼于1944年8月8日死于英军萤火虫或加拿大军多辆雪曼埋伏下的近距射击。虽有说法称是受空袭而死，但已被NO HOLDING BACK一书证實為伪造。

## 外部連結
- 魏特曼之死 （页面存档备份，存于）